# Giannin Andreossi
Giannin Andreossi   (Sankt Moritz, 2 de juliol de 1902 - Coira, 22 de maig de 1964) va ser un jugador d'hoquei sobre gel suís que va competir durant la dècada de 1920. Era germà dels també jugadors d'hoquei sobre gel Mezzi i Zacchi Andreossi. Plegats jugaren amb la selecció suïssa, sent la primera vegada que tres germans jugaven alhora en qualsevol selecció nacional d'hoquei sobre gel.
El 1928 va prendre part en els Jocs Olímpics de Sankt Moritz, on guanyà la medalla de bronze en la competició d'hoquei sobre gel.
Amb l'EHC St. Moritz, amb qui jugà entre 1921 i 1929, guanyà la lliga suïssa el 1922, 1923 i 1928. Amb la selecció suïssa també guanyà l'or al Campionat d'Europa de 1926 i el bronze als de 1922 i 1924.